# SpellForce (serie)
SpellForce är en realtidsstrategi- och rollspelsserie skapad av Phenomic och för närvarande ägd av THQ Nordic. Den första utgåvan publicerades av JoWooD Productions och Encore Software 2003, och av THQ Nordic år 2017.

## Spel i serien
- SpellForce: The Order of Dawn (2003)
  - SpellForce: The Breath of Winter (2004)
  - SpellForce: Shadow of the Phoenix (2004)
- SpellForce 2: Shadow Wars (2006)
  - SpellForce 2: Dragon Storm (2007)
  - SpellForce 2: Faith in Destiny (2012)
  - SpellForce 2: Demons of the Past (2014)
- SpellForce 3 (2017)